# Studium Biblicum Franciscanum
L'Studium Biblicum Franciscanum (SBF; ‘Estudi Bíblic Franciscà’, en llatí) és una societat acadèmica franciscana amb seu a Jerusalem. És un centre de recerca bíblica i arqueològica establert per la Custòdia de Terra Santa dels franciscans.

## Organització
El 1901, la Custòdia de Terra Santa començà a valorar la possibilitat de crear un institut d'estudis bíblics a Jerusalem. Aquest projecte culminà en la fundació de l'Studium Biblicum Franciscanum el 1924. Des del 2001 és la Facultat de Ciències Bíbliques i Arqueologia de la Universitat Pontifícia de Sant Antoni, la universitat franciscana de Roma. La seva seu principal és el monestir de la Flagel·lació, a la Via Dolorosa de Jerusalem.
Té una sucursal a Hong Kong, fundada a Pequín el 1946 pel beat Gabriele Allegra, que el 1968 acabà la primera traducció completa de la Bíblia catòlica al xinès després de quaranta anys. La traducció de l'Studium Biblicum sovint és considerada la bíblia de referència entre els catòlics xinesos.
L'Studium té bona relació amb l'escola bíblica dels dominics, que també està radicada a Jerusalem.

## Publicacions
L'SBF administra diverses publicacions científiques, com la revista teològica i arqueològica Liber Annuus, que presenta articles científics en diferents llengües, i les sèries «Collectio Maior», «Collectio Minor», «Analecta» i «Museum».
L'SBF fa servir els serveis de la Impremta Franciscana, fundada el 1847.

## Recerca i estudis
L'SBF ofereix dos graus acadèmics: Una llicenciatura i un doctorat en Ciències Bíbliques i Arqueologia, un diploma en Ciències Bíbliques i Orientals, un diploma bíblic i un pla d'estudis filosòfic-teològic en l'«Studium Theologicum Jerosolymitanum». La llengua vehicular és l'italià.
Els seus camps d'estudi i de recerca són l'exegesi del Vell Testament i el Nou Testament, la història de la Bíblia i del cristianisme, les llengües bíbliques i de l'Orient Pròxim i l'arqueologia bíblica. De fet, l'SBF ha dut a terme diverses excavacions. Les seves principals troballes s'exhibeixen en un museu, incloent-hi les inscripcions georgianes més antigues de Bir el Qutt.
La biblioteca conté uns 50.000 volums i 420 revistes de l'àmbit de l'arqueologia, els estudis bíblics, la història del cristianisme i del judaisme i narracions antigues de viatges a Terra Santa.